# Eslavos de Asia Menor
Los eslavos de Asia Menor fueron comunidades eslavas meridionales reasentadas en Anatolia por el Imperio bizantino a consecuencia de las campañas balcánicas de Mauricio (582-602). Dichas campañas sometieron a los eslavos que habían invadido el sur de Balcanes mientras que en los siglos VII y VIII, la frontera de Asia Menor necesitaban nuevas guarniciones para enfrentar la amenaza del Califato omeya.

## Historia

### SigloVII
La evidencia más temprana de un reasentamiento de eslavos de los Balcanes procede de un sello datado de 650. En 658 y 688/9 los bizantinos invitaron a grupos de colonos eslavos a Bitinia. Constante II exilió a eslavos derrotados en Asia Menor y 5.000 de ellos desertaron a las fuerzas de Abd-al-Rahman ibn Khalid en 664-665.
Había una ciudad en Bitinia llamada Gordoservon, que es mencionada en 680-81, cuyo nombre deriva de los serbios originarios de «alrededor del río Vardar» reasentados por el emperador bizantino Constante II (r. 641-668) a mediados del siglo VII (hacia el 649 o 667). El obispo de Gordoservon, Isidoro, aparece en los documentos, de lo que se deduce que la ciudad tenía población suficiente para tener instituciones propias. Alrededor del año 1200 esta ciudad es mencionada como «Servochoria» (habitada por serbios).
Justiniano II (685-695) también asentó hasta a treinta mil eslavos de Tracia en Asia Menor en un intento de reforzar militarmente la región. La mayoría de ellos, bajo el mando de Nébulo, desertaron y se pasaron a los árabes en la batalla de Sebastópolis (692).

### SigloVIII
En 720, el emperador León III asegura la frontera bizantina, al invitar a los colonos eslavos a instalarse en los distritos despoblados del Thema Tracesiano (Asia Menor Occidental).
La invasión búlgara del norte de Grecia incitó al Estado bizantino en tiempos de Constantino V a reubicar gran cantidad de eslavos en 758 y de nuevo en 783 ante el temor de que apoyaran a los búlgaros.
La expansión búlgara causó grandes migraciones eslavas y en 762 más de doscientas mil personas huyeron a territorio bizantino y fueron asentadas en Asia Menor.
El más destacado de los eslavos de Asia Menor fue Tomás el Eslavo, un jefe militar que se alzó infructuosamente contra Miguel II el Amoriano a comienzos de la década de 820. A pesar de que el cronista del siglo X Genesio le llama «Tomás del lago Gouzourou, de raza armenia», los académicos modernos creen que tenía ascendencia eslava y que nació en Gaciura, en el Ponto.

### SigloX
El eslavos del tema Opsiciano (Sklabesianoi) constan en las crónicas como grupo separado en el siglo X y servían como infantería de marina en la armada bizantina.

### SigloXII
Los serbios se sublevaron contra el imperio bizantino en 1127-29, probablemente con apoyo húngaro. Después de la victoria bizantina, parte de la población serbia fue deportada a Asia Menor.